# Leichtathletik-Weltmeisterschaften 2015/Teilnehmer (Sri Lanka)
| Gelbes Symbol für Goldmedaillen mit stilisierten Olympischen Ringen | Graues Symbol für Silbermedaillen mit stilisierten Olympischen Ringen | Braundes Symbol für Bronzemedaillen mit stilisierten Olympischen Ringen |
| ------------------------------------------------------------------- | --------------------------------------------------------------------- | ----------------------------------------------------------------------- |
| —                                                                   | —                                                                     | —                                                                       |

Der Leichtathletikverband Sri Lankas nominierte zwei Athleten für die Leichtathletik-Weltmeisterschaften 2015 in der chinesischen Hauptstadt Peking.

## Ergebnisse

### Männer

#### Laufdisziplinen
| Athlet          | Disziplin | Vorlauf | Vorlauf | Halbfinale | Halbfinale | Finale    | Finale |
| Athlet          | Disziplin | Zeit    | Platz   | Zeit       | Platz      | Zeit      | Platz  |
| --------------- | --------- | ------- | ------- | ---------- | ---------- | --------- | ------ |
| Anuradha Cooray | Marathon  |         |         |            |            | 2:25:04 h | 29     |

### Frauen

#### Laufdisziplinen
| Athletin                   | Disziplin | Vorlauf | Vorlauf | Halbfinale | Halbfinale | Finale    | Finale |
| Athletin                   | Disziplin | Zeit    | Platz   | Zeit       | Platz      | Zeit      | Platz  |
| -------------------------- | --------- | ------- | ------- | ---------- | ---------- | --------- | ------ |
| Niluka Geethani Rajasekara | Marathon  |         |         |            |            | 2:50:40 h | 49     |